# Maurizio Martina
Maurizio Martina (Calcinate, 9 settembre 1978) è un politico italiano, dal 13 gennaio 2021 vice-direttore generale della FAO.
È stato segretario regionale dei Democratici di Sinistra in Lombardia dal 2006 fino alla nascita del Partito Democratico il 14 ottobre 2007, dove ricopre il medesimo incarico fino al 16 febbraio 2014, Sottosegretario di Stato alle politiche agricole alimentari e forestali con delega all'Expo 2015 nel governo Letta, Ministro delle politiche agricole alimentari e forestali dal 22 febbraio 2014 al 13 marzo 2018 nei governi Renzi e Gentiloni, vicesegretario del PD, e successivamente, segretario del Partito Democratico a seguito delle dimissioni di Matteo Renzi dopo le elezioni politiche del 2018, dal 7 luglio al 17 novembre 2018.

## Biografia
Martina è nato il 9 settembre 1978 a Calcinate, cresciuto in una famiglia operaia della provincia di Bergamo. Ha conseguito il diploma di perito agrario a Bergamo e la laurea in scienze politiche all'Università degli Studi di Macerata. Alla passione giovanile per il teatro ha unito quella per il mondo agricolo e agroalimentare, oltre all'interesse per la politica.
È separato e padre di due figli.

### Prime esperienze politiche
Inizia a far politica con il Movimento degli studenti nel 1994 e nella Sinistra Giovanile, movimento giovanile del Partito Democratico della Sinistra, prima, e dei Democratici di Sinistra dopo.
Alle elezioni amministrative del 1999 viene eletto, con una lista civica vicina all’allora sindaco, consigliere comunale di Mornico al Serio per i Democratici di Sinistra, rimanendo in carica fino al 2004.
Nel 2002 diventa segretario regionale della Sinistra Giovanile ed entra a far parte della segreteria nazionale della medesima organizzazione, in qualità di Responsabile Lavoro.
Nel 2004 diviene segretario provinciale dei Democratici di Sinistra di Bergamo ed entra nelle segreteria regionale del partito.

### Segretario regionale DS/PD Lombardia
Nel 2006 assume la carica di segretario regionale dei Democratici di Sinistra in Lombardia, succedendo a Luciano Pizzetti. Nel 2007 viene confermato come segretario regionale dei DS. Il successivo 14 ottobre viene eletto segretario regionale del Partito Democratico in Lombardia, incarico confermato nel 2009, quando entra nella mozione di Pier Luigi Bersani per le primarie di quell'anno del PD.
La segreteria di Martina del PD in regione non fu un periodo particolarmente fortunato per la sinistra lombarda: furono gli anni dello scandalo di Filippo Penati, importante alleato di Martina accusato di corruzione (poi assolto), del calo degli iscritti, della sconfitta del candidato PD Stefano Boeri alle primarie per il sindaco di Milano vinte dal candidato di SEL Giuliano Pisapia, e infine di quella di Umberto Ambrosoli, candidato alla regione dopo la caduta di Roberto Formigoni e sconfitto da Roberto Maroni. Ironicamente andò leggermente meglio al PD lombardo non appena Martina lasciò l’incarico il 16 febbraio 2014, a cui subentrò il suo vice Alessandro Alfieri, dove ottenne le vittorie alle elezioni amministrative di Milano, Mantova, Bergamo e Varese.
Il 24 febbraio 2009 viene nominato nel ruolo di Responsabile Agricoltura nella nuova segreteria nazionale PD di Pier Luigi Bersani.
Nel 2012 ha sostenuto la candidatura di Pier Luigi Bersani alle primarie del centro-sinistra "Italia. Bene Comune" per la scelta del candidato alla Presidenza del Consiglio.

#### Consigliere regionale della Lombardia
In occasione delle elezioni regionali in Lombardia del 2010 viene eletto in consiglio regionale nelle liste del PD, avendo ottenuto 12.792 preferenze (circoscrizione di Bergamo); viene riconfermato nelle consultazioni popolari del febbraio 2013 con 7.944 preferenze. Durante i mandati di Consigliere Regionale Lombardo è stato componente della Commissione Affari Istituzionali e della Commissione Attività Produttive, oltre che primo firmatario della legge n.21 del 13 dicembre 2011, approvata dal Consiglio regionale Lombardo, che prevede l'abolizione dei vitalizi, il taglio delle indennità e la forte riduzione del trattamento di fine mandato per gli eletti.

#### Sottosegretario alle politiche agricole
In seguito alla nascita del governo di larghe intese tra PD, Il Popolo della Libertà, Unione di Centro e Scelta Civica guidato da Enrico Letta, il 2 maggio 2013 viene nominato dal Consiglio dei Ministri Sottosegretario di Stato al Ministero delle politiche agricole alimentari e forestali nel governo Letta, affiancando il ministro PdL Nunzia De Girolamo. Per tale motivo si è dimesso dalla carica di Consigliere regionale della Lombardia, visto che i due incarichi sono incompatibili.
Alle elezioni primarie del Partito Democratico del 2013 sostiene la mozione di Gianni Cuperlo, ex segretario della Federazione Giovanile Comunista Italiana e della Sinistra Giovanile, considerato vicino a Massimo D'Alema, ma che risulterà perdente, arrivando secondo al 18,21% dei voti contro il 53,23% dei voti di Renzi.

### Ministro delle politiche agricole alimentari e forestali

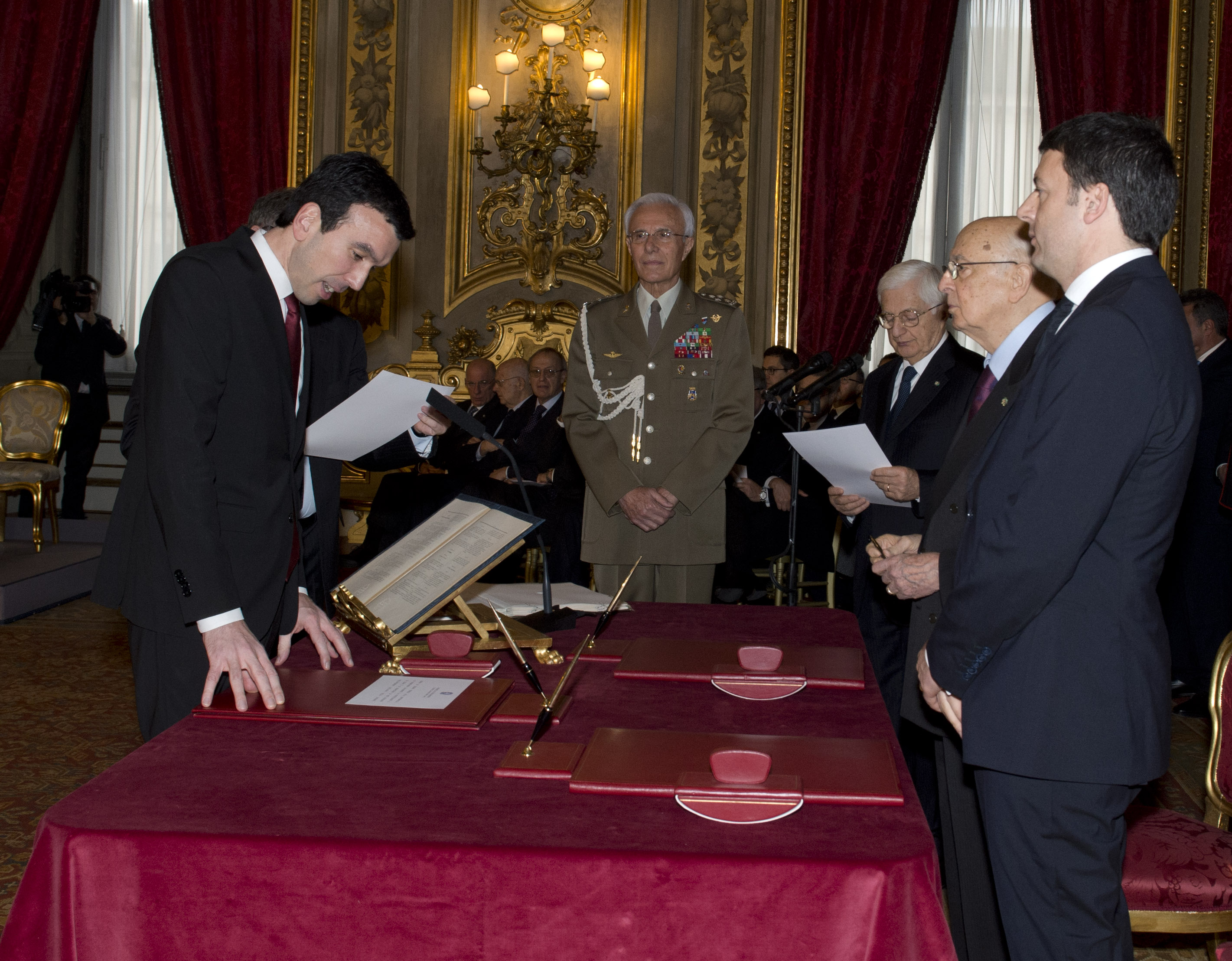
Martina mentre giura come Ministro delle politiche agricole al Quirinale nelle mani del Presidente del Consiglio Matteo Renzi il 22 febbraio 2014

In seguito alla caduta del governo di Enrico Letta, per volere del neo-segretario del PD Matteo Renzi per diventare Presidente del Consiglio, il 21 febbraio 2014 Renzi, ottenuto l'incarico di formare un governo, lo propone come Ministro delle politiche agricole alimentari e forestali nel suo esecutivo, come rappresentante della minoranza del PD. Il giorno successivo giura al palazzo del Quirinale nelle mani del Presidente della Repubblica Giorgio Napolitano come Ministro del governo Renzi. Dal 1º luglio dello stesso anno assume anche la carica di Presidente di turno del Consiglio europeo dei Ministri dell'Agricoltura e della Pesca, nell'ambito del Semestre di Presidenza italiana dell'UE.
Il 19 giugno 2015 è uno dei promotori della nuova corrente all'interno del PD "Sinistra è cambiamento", formata da esponenti non renziani del governo Renzi posizionati più a sinistra di loro, che si richiamano a Martina stesso, puntando alla sopravvivenza del governo stesso e sancendo, così, la sua uscita ufficiale dalla minoranza ed entrando nella maggioranza che sosteneva Renzi nel PD.
A seguito delle dimissioni di Matteo Renzi da Presidente del Consiglio, per la bocciatura della riforma Renzi-Boschi al referendum costituzionale, il 12 dicembre 2016 viene confermato Ministro delle politiche agricole alimentari e forestali nel successivo governo presieduto da Paolo Gentiloni, giurando il giorno stesso nelle mani del Presidente della Repubblica Sergio Mattarella.
Come ministro dell'agricoltura ha ospitato il vertice G7 del 14-15 ottobre 2017 sull'agricoltura nella sua città natale, che ha fatto parlare di sé per il suo inizio con la protesta degli agricoltori della Coldiretti, che chiedono di fermare le speculazioni sul cibo e sostenere politiche agricole basate sulle produzioni locali.

#### Provvedimenti da Ministro
Nel corso del suo incarico di Ministro ha elaborato e approvato diversi provvedimenti in favore dell'occupazione giovanile in agricoltura, della semplificazione burocratica per le imprese, del ricambio generazionale e della competitività e internazionalizzazione delle imprese. Inoltre, durante il suo mandato, è stata approvata definitivamente la Politica agricola comune (PAC) dell'Unione europea in vigore dal 1º gennaio 2015. Tra le sue principali azioni ci sono:
- “Campolibero”[15], un piano di interventi contenuti nel Dl cosiddetto "Competitività" (legge 116/2014) per i giovani, per il lavoro e per la competitività delle aziende in campo agroalimentare. Il provvedimento ha introdotto mutui a tasso zero per gli under 40, la detrazione 19% per affitto terreni a giovani, lo sgravio di 1/3 del costo del lavoro per l'assunzioni di giovani, deduzioni Irap fino a 10.500 euro. È istituito il registro unico dei controlli e sono previsti crediti d'imposta al 40% per gli investimenti e fino a 400.000 euro per l'innovazione e l'aggregazione in reti d'impresa. Inoltre, sono decisi ulteriori sgravi fiscali fino a 50.000 euro per la creazione di piattaforme e-commerce dei prodotti agroalimentari.
- Un piano d'investimenti per 2 miliardi nella filiera agroalimentare con gli obiettivi di potenziare la produttività delle imprese, aumentare la capacità produttiva, favorire l'internazionalizzazione, accrescere la competitività sul mercato, far nascere startup nel settore; per creare nuova occupazione nella filiera agroalimentare.[16]
- Il “Piano Agricoltura 2.0”[17], con l'obiettivo di eliminare la burocrazia inutile e ridurre a zero l'utilizzo di carta. Vengono introdotte: la Domanda Pac precompilata inoltrabile con un semplice click, l'anticipo al 100% del pagamento degli aiuti a giugno invece che a dicembre e l'istituzione dell'Anagrafe unica e della Banca dei Certificati online. L'obiettivo è evitare le file agli sportelli e ottenere un risparmio stimato di circa 25 chili l'anno di carta per azienda.
- Come primo firmatario del disegno di legge n.199/2016 contro il caporalato e lo sfruttamento del lavoro nero in agricoltura, che ha come obiettivo quello di rafforzare l'azione di contrasto alla diffusione del fenomeno criminale dello sfruttamento dei lavoratori con un intervento organico e coordinato delle Istituzioni, introducendo strumenti operativi contro il caporalato tanto dal lato amministrativo quanto dal lato penale.[18]

### Vicesegretario del Partito Democratico
In occasione delle elezioni primarie del PD nel 2017 sostiene, assieme alla sua corrente "Sinistra è cambiamento", la mozione del segretario uscente Matteo Renzi, assieme a quasi tutti gli esponenti PD dei governi Renzi e Gentiloni, che risulterà vincente con il 69,17% dei voti, e il 7 maggio 2017 viene nominato vicesegretario nazionale del PD, scelto dal rieletto segretario Renzi durante le primarie.

### Segretario reggente del Partito Democratico

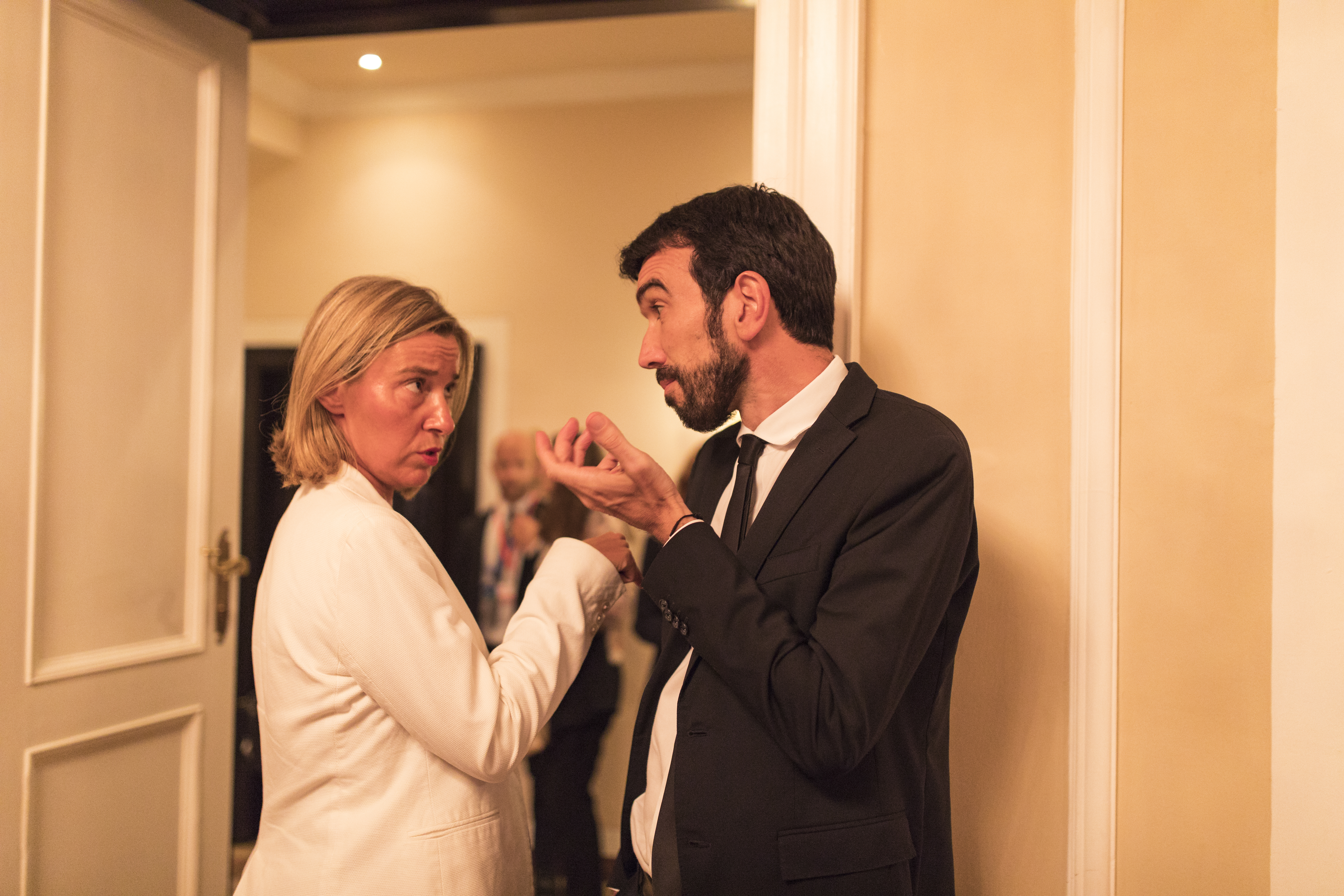
Martina con l'Alta rappresentante dell'Unione Europea Federica Mogherini al Consiglio dell'Unione europea

Alle elezioni politiche del 2018 viene candidato alla Camera dei deputati, ed eletto tra le liste del PD nella circoscrizione Lombardia 3. Il successivo 12 marzo 2018 diventa segretario reggente del PD, nominato dalla direzione nazionale del PD, dopo le dimissioni di Matteo Renzi a seguito degli esiti negativi e deludenti alle politiche di pochi giorni prima. Il giorno dopo si è dimesso dalla carica di Ministro dell'Agricoltura, dove Paolo Gentiloni ne ha assunto l'interim del dicastero, spiegando su Twitter di aver preso questa decisione «per rispetto del ruolo istituzionale» che ha ricoperto fino ad ora e per il ruolo che è stato «chiamato a svolgere». Dalle dimissioni di Renzi in avanti, i rapporti tra quest'ultimo e Martina sono peggiorati notevolmente, venendo sempre più spesso indicato come uno dei leader più ostili a Renzi.
Durante la sua reggenza gestisce le consultazioni del Presidente della Repubblica post-elezioni per il PD, dove si barcamena tra l'ala più vicina all’ex segretario Renzi e quella dialogante col Movimento 5 Stelle (M5S), che nasconde uno scontro ben più profondo per decidere chi dovrà guidare il PD in futuro. A seguito dell'esito negativo del mandato esplorativo, affidato alla Presidente del Senato Maria Elisabetta Alberti Casellati, per formare un governo tra il M5S e il centro destra, il 23 aprile 2018 Sergio Mattarella incarica del mandato esplorativo Roberto Fico, Presidente della Camera dei deputati e punto di riferimento dell'ala a sinistra del M5S, per cercare un accordo politico tra M5S e PD. Martina si è espresso positivamente alla trattativa, dichiarando che potrebbe nascere un governo con il M5S, e ha chiesto alla Direzione Nazionale del PD di esprimersi su questa ipotesi. Tuttavia il 30 aprile, in un'intervista a Fabio Fazio, l'ex segretario del PD Renzi ha dichiarato la sua forte opposizione a un'alleanza col M5S, e dopo pochi giorni la Direzione Nazionale ha votato contro l'alleanza, su impulso di quest'ultimo.
In seguito all'intervista di Renzi a Fazio, che ha interferito nella gestione del partito, Martina minaccia di dimettersi, affermando «È impossibile guidare un partito in queste condizioni».

### Candidatura alle primarie del PD del 2019

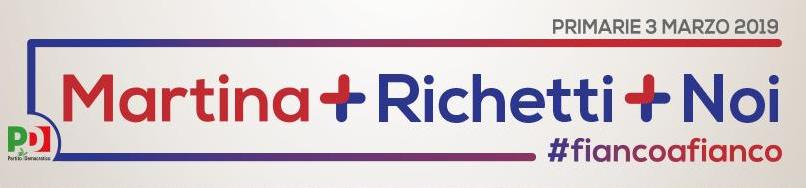
Logo della campagna elettorale di Martina per le primarie del 2019.

Il 7 luglio 2018 viene eletto a tutti gli effetti segretario del PD a stragrande maggioranza dall'Assemblea Nazionale, con l'obiettivo di traghettare il PD verso nuove elezioni primarie del 2019, ma prima delle elezioni europee di maggio.
Il 17 novembre formalizza le sue dimissioni da segretario del PD, in vista della votazione tra gli iscritti di gennaio, e il 22 novembre seguente annuncia la sua candidatura alla segreteria nazionale del PD al congresso stesso, ottenendo fra gli altri, l'appoggio del capogruppo PD alla Camera Graziano Delrio e i presidenti di Regione Catiuscia Marini e Vincenzo De Luca. Pochi giorni dopo, il 28 novembre, annuncia il ticket con Matteo Richetti come vicesegretario, dopo che quest'ultimo ha ritirato la sua candidatura a segretario.
La campagna elettorale di Martina per le primarie si concentra in 6 punti: Partito, Ecologia, Immigrazione, Europa, Piena e Buona occupazione, con lo scopo di imprimere politiche socialiste liberali, in parziale discontinuità con quelle liberali e centriste di Renzi e di spostare il PD parzialmente verso centro-sinistra; da molti osservatori è stato giudicato come un candidato "filo-renziano", in quanto molti renziani hanno sostenuto la sua candidatura.
Nel voto fra gli iscritti al partito di gennaio raccoglie 67.749 voti, pari al 36,10% e risultando secondo fra i candidati, qualificandosi per le primarie aperte del 3 marzo successivo assieme al presidente della Regione Lazio Nicola Zingaretti e Roberto Giachetti.
Alle elezioni primarie del partito svoltesi il 3 marzo arriverà però secondo, con 345.318 voti pari al 22%, dietro a Zingaretti (66%) ma davanti a Giachetti (12%).

### Vicedirettore generale della FAO

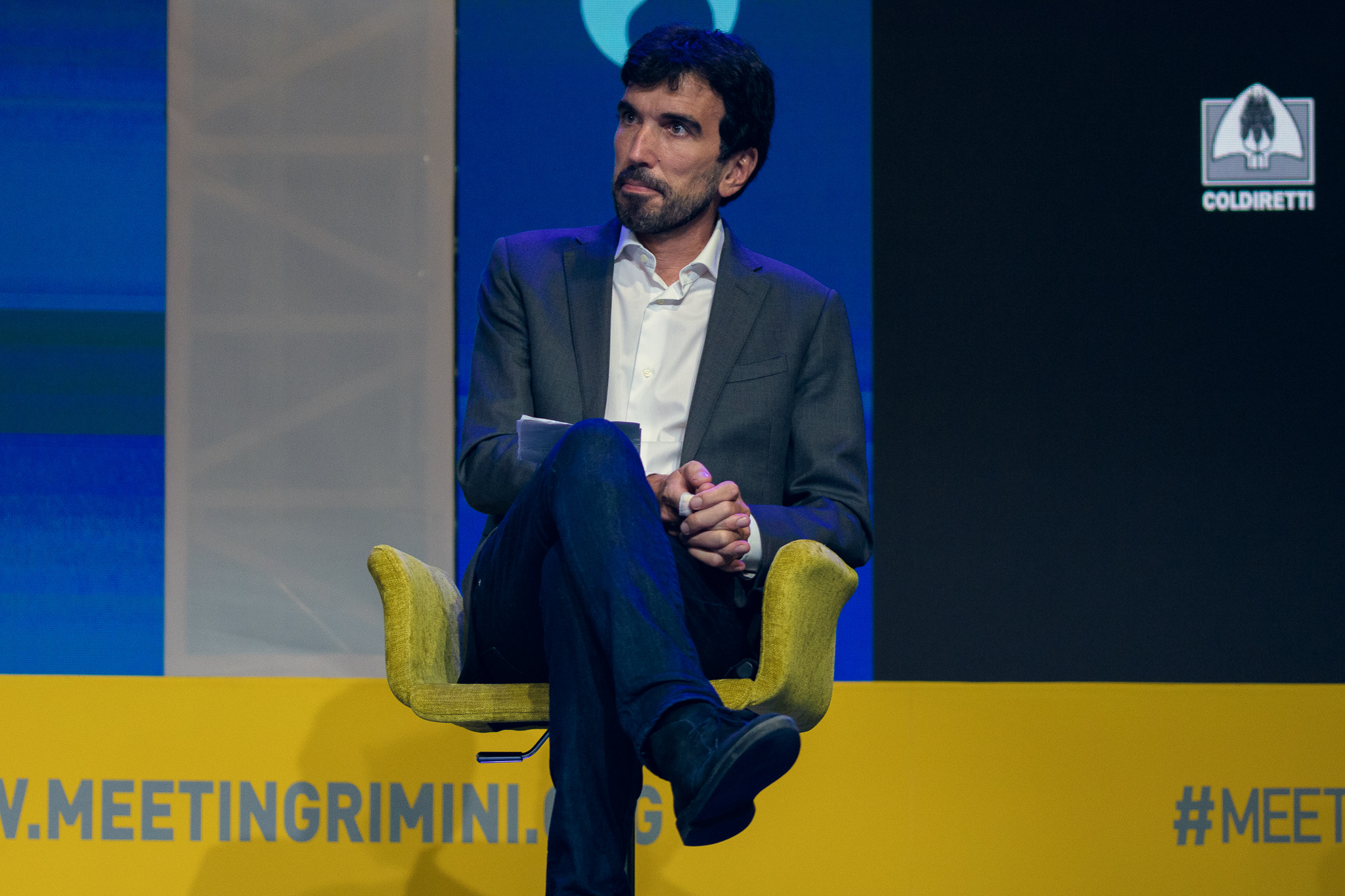
Maurizio Martina al Meeting di Rimini del 2021

Il 13 gennaio 2021 Martina viene nominato special advisor e vicedirettore generale aggiunto dell'Organizzazione delle Nazioni Unite per l'alimentazione e l'agricoltura (FAO), su proposta del Ministro degli affari esteri Luigi Di Maio. Contestualmente annuncia le sue dimissioni da deputato alla Camera; gli subentra Giovanni Sanga, che a sua volta rinuncia in favore di Graziella Leyla Ciagà.
Il 4 dicembre 2023 viene nominato, dal direttore generale della FAO Qu Dongyu, vicedirettore generale in sostituzione di Laurent Thomas.

## Posizioni politiche
Nel 2020, in relazione al referendum confermativo sulla riduzione del numero dei parlamentari legato alla riforma avviata dal governo Conte I guidato dalla Lega assieme al Movimento 5 Stelle e concluso dal governo Conte II guidato dalla coalizione M5S e PD, si esprime favorevolmente alla revisione costituzionale.